# 船橋市立八木が谷北小学校
船橋市立八木が谷北小学校（ふなばししりつ やぎがやしょうがっこう）は、千葉県船橋市八木が谷四丁目にある公立小学校。